# Diamesa kasaulica
Diamesa kasaulica är en tvåvingeart som beskrevs av Félix Pagast 1947. Diamesa kasaulica ingår i släktet Diamesa och familjen fjädermyggor. Inga underarter finns listade i Catalogue of Life.